# Свидница-Город
Свидница-Город (польск. Świdnica Miasto) — железнодорожная станция в городе Свидница.Единственная действующая пассажирская станция в городе.

## История
Станция была построена в 1844 году при строительстве железной дороги от Яворжины Шленской.Первоначально здание вокзала было расположено на пересечении нынешних улиц Лукасинского и Канонерской. Оно было перенесено на свое нынешнее место после продления дороги до Дзержонюва. В 1898 году после открытия линии на Вроцлав через Кобежице и Собутку станция стала узловой. В 1910 году станция называлась Schweidnitz Oberstadt.В 1945 году название было изменено на Swidnica Glowna, затем на Swidnica Miasto.

## Описание
Станция расположена на пересечении железнодорожных линий Легница-Катовице и ныне не используемой линии Вроцлав-Едлина-Здруй.Все вышеперечисленные линии являются однопутными за исключением северного участка до Яворжины Шленской, который является двухпутным. Инфраструктура станции включает в себя 4 пути и 2 платформы. Вторая платформа раньше использовалась для «прямых» поездов на Вроцлав, но в настоящее время закрыта на ремонт. В северной и южной горловине станции находятся два железнодорожных переезда.

## Пригородное сообщение
По состоянию на декабрь 2021 года через станцию курсируют следующие поезда :
| маршрут движения                 | частота следования          | маршрут движения        | частота следования |
| -------------------------------- | --------------------------- | ----------------------- | ------------------ |
| Легница — Каменець-Зомбковицький | 4 пары в будни,2 в выходные | Легница — Клодзко Място | 3 пары в сутки     |
| Легница — Белява Заходня         | 4 пары в будни,2 в выходные | Легница — Кудова-Здруй  | 1 пара в сутки     |
| Вроцлав — Белява Заходня         | 6 пар в будни,4 по выходным |                         |                    |

## Дальнее сообщение
По состоянию на 2021 год единственным поездом дальнего следования, останавливающимся на станции является поезд «Судеты» сообщением Краков-Еленья-Гура.

## Автовокзал Свидницы
Рядом с железнодорожным вокзалом находится автовокзал Свидницы, который обслуживает как пригородные так и международные маршруты :
| маршрут следования | остановки                    | частота следования               | маршрут следования | остановки                                | частота следования             |
| ------------------ | ---------------------------- | -------------------------------- | ------------------ | ---------------------------------------- | ------------------------------ |
| Белява             | Дзержонюв                    | 2 раза в сутки                   | Богданов           | Вежбна,Панкув,Букув                      | 1 раз в сутки                  |
| Букув              | Вежбна,Жарув,Мровины         | 2 раза в сутки                   | Харьков            | Винница,Киев                             | 1 раз в сутки                  |
| Букув              | Вежбна,Панкув                | 2 раза по будням                 | Дзержонюв          | Ксьонжниця                               | 10 раз по будням               |
| Дзержонюв          | Гродзище                     | 14 раз в будни,5 раз в субботу   | Явор               | Свебодзице                               | 6 раз по будням                |
| Яворжина Шленска   | Старый Яворув                | 16 раз в будни,8 раз по субботам | Лажани             | Жарув                                    | 3 раза в будни                 |
| Лажани             | Вежбна,Жарув                 | 8 раз в будни,4 раза в субботу   | Леба               | Гданьск,Владыславово                     | 1 раз в сутки                  |
| Мрувины            | Вежбна,Жарув                 | 1 раз в сутки                    | Пастухув           | Яворжина Шленска                         | 3 раза в будни,1 раз в субботу |
| Пшиленгув          | Жарув,Лажани                 | 5 раз в будни                    | Сады               | Виры,Мислякув                            | 9 раз в субботу,12 раз в будни |
| Собутка            | Зебжидув                     | 7 раз в сутки кроме воскресенья  | Стшегом            | Старый Яворув                            | 6 раз в будни                  |
| Стшегом            | Пясечна,Становице,Междуречье | 4 раза в будни                   | Свебодзице         | Мокшешув                                 | 2 раза в будни                 |
| Унещье             | Легница,Нова Суль,Колобжег   | только летом                     | Валим              | Быстшица,Буркатув,Любахув,Загуже,Юговице | 5 раз по будням                |
| Валбжих            | Свебодзице                   | каждый час с 5.00 до 21.15       | Винница            | Краков,Львов                             | 1 раз в сутки                  |
| Вроцлав            | Гнеховице                    | каждый час с 4.00 до 20.00       | Жарув              | Вежбна                                   | по субботам                    |